# Хорошево (Крым)
Хоро́шево (до 1948 года Якшиба́й; укр. Хорошеве, крымскотат. Yahşı Bay, Яхшы Бай) — исчезнувшее село в Первомайском районе Республики Крым, располагавшееся на северо-востоке района, в степной части Крыма, в верховье безымянного правого притока реки Воронцовки, примерно в 2,5 километрах севернее современного села Крестьяновка.

### Динамика численности населения
| - 1805 год — 45 чел. - 1864 год — 48 чел. - 1892 год — 9 чел. | - 1900 год — 54 чел. - 1915 год — 20/6 чел. - 1926 год — 61 чел. |

## История
Первое документальное упоминание села встречается в Камеральном Описании Крыма… 1784 года, судя по которому, в последний период Крымского ханства Якши Бай входил в Четырлык кадылык Перекопского каймаканства. После присоединения Крыма к России (8) 19 апреля 1783 года, (8) 19 февраля 1784 года, именным указом Екатерины II сенату, на территории бывшего Крымского Ханства была образована Таврическая область и деревня была приписана к Перекопскому уезду. После Павловских реформ, с 1796 по 1802 год, входила в Перекопский уезд Новороссийской губернии. По новому административному делению, после создания 8 (20) октября 1802 года Таврической губернии, Якшибай был включён в состав Джанайской волости Перекопского уезда.
По Ведомости о всех селениях в Перекопском уезде состоящих с показанием в которой волости сколько числом дворов и душ… от 21 октября 1805 года в деревне Якшибай числилось 5 дворов и 45 крымских татар. На военно-топографической карте генерал-майора Мухина 1817 года деревня Якшиныки обозначена с 7 дворами. После реформы волостного деления 1829 года Якшибай, согласно «Ведомости о казённых волостях Таврической губернии 1829 года» остался в составе Джанайской волости. На карте 1836 года в деревне 10 дворов, а на карте 1842 года Якшибай (Яшники) обозначен условным знаком «малая деревня», то есть, менее 5 дворов.
В 1860-х годах, после земской реформы Александра II, деревню приписали к Ишуньской волости того же уезда. В «Списке населённых мест Таврической губернии по сведениям 1864 года», составленном по результатам VIII ревизии 1864 года, Якши-Бай — деревня, с 13 дворами, 48 жителями и мечетью при колодцах (на трехверстовой карте 1865 года в деревне 15 дворов). Когда её вновь покинули жители — неизвестно, но в «Памятной книге Таврической губернии 1889 года» деревня уже не числится.
После земской реформы 1890 года Якшибай отнесли к Джурчинской волости. Видимо, в эти годы опустевшую деревню приобрели крымские немцы и, согласно «…Памятной книжке Таврической губернии на 1892 год», на хуторе барона Гинзбурга Якшибай (или Якшибай-Альт), не входившем ни в одно сельское общество, было 9 жителей в 1 домохозяйстве. По «…Памятной книжке Таврической губернии на 1900 год» на хуторе Якшибай числилось 54 жителя в 4 дворах. По Статистическому справочнику Таврической губернии. Ч.II-я. Статистический очерк, выпуск пятый Перекопский уезд, 1915 год, в экономии Якшибай (Гинзбурга и Саенко) Джурчинской волости Перекопского уезда числился 1 двор с русским населением в количестве 20 человек приписных жителей и 6 «посторонних», из которых 19 мужчин и 7 женщин. При экономии числилось 150 десятин земли, в хозяйстве имелось 10 лошадей и 5 коров.
После установления в Крыму Советской власти и учреждения 18 октября 1921 года Крымской АССР, в составе Джанкойского уезда был образован Курманский район, в состав которого включили село. В 1922 году уезды получили название округов. 11 октября 1923 года, согласно постановлению ВЦИК, в административное деление Крымской АССР были внесены изменения, в результате которых был ликвидирован Курманский район и село включили в состав Джанкойского. Согласно Списку населённых пунктов Крымской АССР по Всесоюзной переписи 17 декабря 1926 года, в селе Якшибай Старый, Джурчинского сельсовета Джанкойского района, числилось 9 дворов, население составляло 61 человек, 24 украинца и 6 русских. Постановлением ВЦИК РСФСР от 30 октября 1930 года был создан Фрайдорфский еврейский национальный район (переименованный указом Президиума Верховного Совета РСФСР № 621/6 от 14 декабря 1944 года в Новосёловский) еврейского национального района село включили в его состав, а после разукрупнения в 1935-м и образования также еврейского национального Лариндорфского (с 1944 — Первомайский) — переподчинили новому району.
С 25 июня 1946 года селение в составе Крымской области РСФСР. Указом Президиума Верховного Совета РСФСР от 18 мая 1948 года, Якшибай переименовали в Хорошево. 26 апреля 1954 года Крымская область была передана из состава РСФСР в состав УССР. Время включения в Островский сельсовет пока не выяснено: на 15 июня 1960 года село уже числилось в его составе. Ликвидировано к 1968 году (согласно справочнику «Крымская область. Административно-территориальное деление на 1 января 1968 года» — в период с 1954 по 1968 годы как село Островского сельсовета).